# Бєлінський Віссаріон Григорович
Віссаріо́н Григо́рович Бєлі́нський (нар. 30 травня (11 червня) 1811, Свеаборг — 26 травня (7 червня) 1848, Санкт-Петербург) — російський літературний критик, теоретик, публіцист утопійно соціалістичного напрямку.

## Життєпис

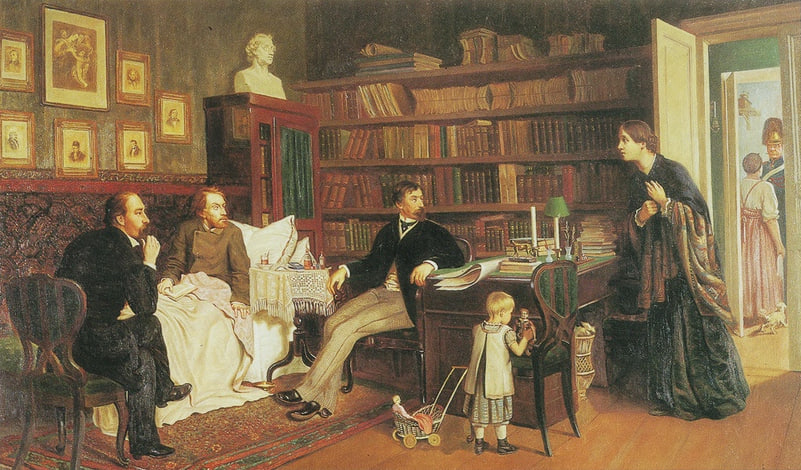
Микола Некрасов та Іван Панаєв біля хворого Віссаріона Бєлінського. Олексій Наумов 1881

Народився в місті Свеаборзі (тепер Суоменлінна) в родині флотського лікаря. Навчався в Чембарі у повітовому училищі та в Пензенській гімназії. 1829 вступив до Московського університету, з якого за написання антикріпосницької драми «Дмитро Калінін» був виключений (1832).
Працював у журналі «Телескоп» та газеті «Молва» (1833—1836), де були надруковані його перші статті — «Літературні мрії» (1834), «Про російську повість і повісті п. Гоголя» (1835). Редагував журнал «Московский наблюдатель» (1838—1839). В 1839 переїхав до Петербурга, очолив літературно-критичний відділ журналу «Отечественные записки».
В 1846 разом з Михайлом Щепкіним кілька місяців подорожував Україною, відвідав Харків, Миколаїв, Херсон, Одесу, Крим. Порвавши з редактором журналу «Отечественные записки» Краєвським, перейшов у 1847 до журналу «Современник», ставши його ідейним керівником.
Тяжко хворий, влітку 1847 виїздив у Зальцбрунн (Німеччина) на лікування, де написав згодом широковідомий «Лист до Гоголя». Володимир Ленін, називаючи Бєлінського «попередником цілковитого витіснення дворян різночинцями в нашому визвольному русі», писав:
|  | «Його знаменитий „Лист до Гоголя“, що підводив підсумок літературній діяльності Бєлінського, був одним з найкращих творів безцензурної демократичної преси, що зберегли величезне, живе значення і досі» (Твори, т. 20, с. 219–220) |

.
Помер Бєлінський у Петербурзі від туберкульозу на 37-му році життя, похований на Волковому кладовищі.

## Творчість
Творчість Бєлінського поклала початок формуванню революційно-демократичного напряму в російській культурі ХІХ ст. Революційно-демократичні й матеріалістичні погляди його розвивались під впливом антикріпосницького руху в Росії та революційних подій на Заході, у боротьбі проти реакційної ідеології та лібералізму. У розвитку філософських і суспільно-політичних поглядів Бєлінський пройшов складний і суперечливий шлях — від просвітительства до революційного демократизму, від ідеалізму до матеріалізму. Приблизно до кінця 1830-х рр. Бєлінський стояв на позиціях філософського ідеалізму, який привів його до тимчасового теоретичного «примирення» з реакційним суспільним ладом Росії.
На початку 1840-х рр. він пориває з ідеалізмом та просвітительством і переходить на позиції матеріалізму й революційного демократизму. Бєлінський піддав гострій критиці кріпосницькі порядки Росії, капіталізм і буржуазну державу; він стверджував, що шлях до ліквідації кріпосницького гніту лежить через революцію. Бєлінський відстоював принципи матеріалістичної філософії, критикував різні форми ідеалізму, обґрунтовував діалектичний погляд на світ. Бєлінський зазнав впливу ранніх праць Карла Маркса, з якими він ознайомився в 1840-х рр.
В основі соціологічних поглядів Бєлінського лежить визнання історичних закономірностей суспільного розвитку, вирішального значення народних мас в історії. Бєлінський прагнув створити революційну теорію, яка, на його думку, могла б стати основою докорінної перебудови існуючого суспільства. Він вірив у велике майбутнє Росії, пропагував ідею про те, що вона начебто перетвориться у центр всього цивілізованого світу. Бєлінський був утопічним соціалістом і у поглядах на розвиток історичного процесу залишився ідеалістом. Проте він ближче за інших утопістів підійшов до матеріалістичного розуміння історії. Філософські й суспільно-політичні погляди Бєлінського мають історичне значення; вони, як і погляди Чернишевського і Добролюбова, лягли в основу бойової революційно-демократичної програми.
У літературно-критичних та естетичних поглядах Бєлінський ішов від ідеалістичного розуміння ролі мистецтва й літератури в житті суспільства до визнання активної ролі мистецтва у служінні інтересам народу. Був поборником реалістичної літератури, яка б розкривала життя народу, його прагнення. Бєлінський заклав основи революційно-демократичної естетики, утверджував ідею служіння літератури народові, батьківщині. Він виступав проти апологетів «самодержавства, православ'я й народності» у літературі, проти «чистого мистецтва», романтизму, дидактичної белетристики й псевдонародності літератури, боровся за реалістичний метод; живу дійсність, життя вважав основою мистецтва. Матеріалістична естетика Бєлінського, розвинута й продовжена Чернишевським і Добролюбовим, була найбільшим досягненням у розвитку домарксистської естетичної думки.
Бєлінський — один з засновників матеріалістичної історично-літературної науки в Росії. Найважливіші літературно-критичні праці: річні огляди літератури (1840—1847), «Герой нашого часу» (1840), «Вірші М. Лєрмонтова» (1841), «Промова про критику» (1842), «Пригоди Чичикова або Мертві душі» (1842), «„Паризькі таємниці“ Е. Сю» (1844), цикл статей «Твори Олександра Пушкіна» (1843—1846). У них критик розкрив своєрідність і велич російської літератури, визначив основні тенденції і закономірності її розвитку від Ломоносова до Гоголя, що полягали в утвердженні реалізму й народності. Бєлінський характеризував творчість Пушкіна як визначне явище російської культури, в якій органічно злились національні риси російського життя з передовими ідеями. Бєлінський розкрив творчу самобутність поета, назвав роман «Євгеній Онєгін» енциклопедією російського життя. У статтях про Гоголя критикував критиків реакційного табору, що нападали на критичне спрямування його творчості і т. з. «натуральну школу», підкреслював викривальний антикріпосницький зміст гоголівської творчості. Виступаючи проти реакційних поглядів слов'янофілів і лібералів-західників, Бєлінський стверджував, що провідні російські письменники начебто, всупереч рабському схилянню перед західною культурою, критично засвоювали її найкращі зразки, розвивали справді національну російську літературу. Сам Бєлінський високо оцінював творчість В. Шекспіра, П. Беранже, Ж. Санд, Г. Гайне, Дж.-Г. Байрона, стежив за розвитком слов'янських літератур, писав про міжнародне значення творчості А. Міцкевича.
Як театральний критик Бєлінський виступав за театр демократичного напряму, театр «передової суспільної думки» («І моя думка про гру п. Каратигіна», 1835; «Мочалов у ролі Гамлета», 1838; «Петровський театр», 1838; «Російський театр у Петербурзі», 1844; «Александринський театр», 1845). Схвально писав про деякі п'єси українських драматургів («Дворянські вибори» Квітки-Основ'яненка, «Москаль-чарівник» Котляревського), про гру М. Щепкіна в українському репертуарі.
У педагогічних поглядах Бєлінський дотримувався принципів виховання дітей і молоді в дусі демократизму, гуманності, громадських ідеалів. Стаття «Дитячі казки діда Іринея» (1840) — класичний трактат російської педагогіки. В науковій праці «Основи російської граматики» (1837) показав зразок того, як треба використовувати багатства російської мови в педагогічній діяльності, висунув думку про єдність мови й мислення.

## Філософські погляди
У 1840-х роках Бєлінський став прихильником революційного демократизму. Він не писав філософських трактатів чи розлогих філософських праць. Серед філософів, які сформували погляди Бєлінського: Фіхте, Шеллінг, Геґель, Феєрбах, молодогеґельянці, французькі утопісти, Маркс. У 1837—1839 роках захоплювався філософією Геґеля, на початку 1840-х переходить на позиції матеріалізму.

## Погляди на мистецтво та науку
|  | Наука та мистецтво очищають золото дійсности, перетоплюють його у вишукані форми. |

|  | Мистецтво є сприйняття дійсности. Ми відмовляємось називати мистецтво найточнішим копіюванням природи, найвдалішою її підробкою. Ми називаємо це ремеслом. |

## Ставлення до України
Бєлінський дуже категорично і лайливо заперечував право українського народу на існування:
|  | Малоросія ніколи не була державою, відповідно, й історії, у суворому значенні цього слова, не мала. Історія Малоросії є не більше, як епізод царювання царя Олексія Михайловича… Історія Малоросії — це побічна річка, що впадає у велику ріку російської історії. Малоросіяни завжди були племенем і ніколи не були народом, а тим менше — державою. Незважаючи на віроломство, зрадницьку жорстокість і клятвопорушення буйного сейму польського, що стільки раз скарав на смерть малоросійських депутатів, ніколи не бувало нестачі в нових депутатах, які з незрозумілою простодушністю прагнули потрапити до розкритої пащі католицького чудовиська. Скільки разів малоросіяни брали верх над поляками в кровопролитних війнах із ними, і між тим це анітрохи не просувало вперед їхньої справи. Чому ж це? Тому, що і так звана Гетьманщина і Запоріжжя анітрохи не були ані республікою, ані державою, а були якоюсь дивною общиною на азійський манер. (рос.) |

Особливо різко його антиукраїнські погляди висловлені у листі 1847 року до літературного критика Павла Аннєнкова, у якому облаяв діячів українського національного відродження Тараса Шевченка та Пантелеймона Куліша та підтримав розправу російської влади над учасниками Кирило-Мефодіївського товариства. Зокрема, Бєлінський писав:
|  | Ви пам'ятаєте, що віруючий друг мій говорив мені, що вірить, що Шевченко — людина гідна і прекрасна. Віра робить чудеса — творить людей з ослів і дубин, стало бути, вона може і з Шевченки зробити, мабуть, мученика свободи. Але здоровий глузд в Шевченкові повинен бачити осла, дурня і негідника, а понад те гіркого п'яницю, любителя горілки по патріотизму хохлацьким. Цей хохлацький радикал написав два пасквіля на государя імператора — один на государя імператора, інший на государині імператрицю… Я не читав цих пасквілів, і ніхто з моїх знайомих їх не читав (що, між іншим, доводить, що вони анітрохи не злі, а тільки плоскі та дурні), але впевнений, що пасквіль на і<мператрі>цу має бути обурливо бридким через причину, про яку я вже говорив. Шевченку послали на Кавказ солдатом. Мені не шкода його, коли б я був його суддею, я зробив би не менше. Я мав особисту ворожнечу до такого роду лібералами. Одна скотина з хохлацьких лібералів, якийсь Куліш (отаке свинське прізвище!) в «Зірочці», інакше званої … журналі, який видає Ішимова для дітей, надрукував історію Малоросії, де сказав, що Малоросія або повинна отторгнуться від Росії або загинути … Ось що роблять ці скоти, безмозкі лібералішки. Ох, ці мені хохли! Адже барани, а ліберальничають в ім'я галушок і вареників зі свинячим салом … (рос.) |

Намагання спрямувати нову українську літературу у річище офіційної російської ідеології стали також причиною негативної оцінки поеми Тараса Шевченка «Гайдамаки», якої він припустився в полеміці з редакцією журналу «Маяк». Зокрема він вважав, що:
|  | незважаючи на велику кількість самих вульгарних і майданних слів та виразів, позбавлені простоти вигадки і оповідання, наповнені химерностями і замашками, які властиві всім поганим піїтам, — часто зовсім не народні, хоча і підкріплюються посиланнями на історію, пісні та перекази, — і, отже, з усіх цих причин — вони незрозумілі простому народові і не мають в собі нічого того, що з ним симпатизує(рос.) |

Радянське літературознавство не афішувало таке ставлення критика до українських поетів, натомість говорило про ставлення «з повагою», а також про «підтримку прогресивних тенденцій», відзначало також «захоплення героїчною історією українського народу».

Під час перебування Бєлінського в Україні, його погляди дещо змінилися. Так, у листі до дружини він повідомляє: 
|  | Верст за 30 до Харкова я побачив Малоросію, хоча ще і перемішану з брудним москальством. Хати хохлів схожі на будиночки фермерів — чистота і красивість незвичайні. Уяви, що малоросійський борщ є не що інше, як зелений суп (тільки з куркою або бараниною і заправлений салом), а про борщ з сосисками й шинкою хохли і гадки не мають. Суп цей вони готують пресмачний і донезмоги чисто. І це мужики! Інші обличчя, дивляться інакше. Діти дуже милі, тоді як на російських дивитися не можна — гірше і гадкіше від свиней" (рос.) |

### Ставлення до української мови
Вісаріон Бєлінський негативно відгукнувся на вихід з друку переломного в історії української літератури збірника віршів Тараса Шевченка «Кобзар» у 1840 році, а також виданого Є. Гребінкою українського альманаху «Ластівка». Видання тих двох українських друків схилило В. Бєлінського до публічного виступу щодо перспектив розвитку української літератури. Зовсім не переймаючись вартістю обох книжок, він «поєднав їх в одну критичну статтю», тому що обидві були написані на «малоросийском наречии». В. Бєлінський порушує принципово важливе питання — чи взагалі на світі існує «малоросійська мова», чи може існувати «малоруська» література і чи повинні «наші» літератори писати по малоруськи? У відповіді на таким чином сформульоване питання, він стверджував, що ані література, ані українська мова не мають жодних можливостей самодіяльного розвитку, вказуючи на Гоголя, як на приклад письменника, що «палко закоханий в Україну, але не зважаючи на це, пише російською, а не українською мовою», а тому радив «деяким письменникам малоросійським» припинити писати на незрозумілій для всіх українській мові, якої взагалі немає.

Своє ставлення до цього питання Бєлінський викладає ширше у рецензії на «Історію Малороссії» Миколи Маркевича, де пише буквально таке: 
|  | Малоросія ніколи не була державою… Плем'я може мати тільки народні пісні, але не може мати поетів, великих поетів мають тільки великі народи… Живим доказом цієї істини є Гоголь, в його творах зустрічаємо багато одвічних українських елементів, яких немає і не може бути в російській прозі, але хто ж називає його українським? |

### Ставлення до кримських татар
|  | В'їхавши до кримських степів, ми побачили три нові для нас нації: кримських баранів, кримських верблюдів та кримських татар. Я думаю, що це різні види одного й того ж роду, різні коліна одного племені: так багато спільного у їхній фізіономії. Якщо вони говорять й не однією мовою, то добре розуміють одне одного. |

## Вшанування
У 1948 році місто Чембар Пензенської області було перейменовано у Бєлінський.
Вулиці Бєлінського є або були у багатьох поселеннях Росії та у колишніх російських колоніях (Липецьку, Кишиневі, Мінську та інших). На честь Бєлінського названа одна з центральних площ Петербургу.
Зокрема його ім'я у період совєцької окупації носив Миколаївський національний університет імені В. О. Сухомлинського, до квітня 2024 носила Центральна міська бібліотека Харкова.

## Твори
- Полное собрание сочинений, т. 1 — 13. М.—Л., 1953—59,
  - Укр. перекл. — Вибрані статті. За ред. О. Біленького. К., 1948;
- Вибрані філософські твори. В 2 т. К., 1948—1950;
- Про драму та театр К., 1949;
- Про Гоголя. К., 1952;
- Літературно-критичні статті. К., 1953.